# Sanford (Teksas)
Sanford je gradić u američkoj saveznoj državi Teksas. Prema popisu stanovništva iz 2010. u njemu je živjelo 164 stanovnika.